# Лаптев, Юрий Григорьевич
Юрий Григорьевич Ла́птев (1903—1984) — русский советский писатель, драматург, журналист, специальный корреспондент, актёр. Заслуженный работник культуры РСФСР (1974). Лауреат Сталинской премии третьей степени (1949).

## Биография
Pодился 12 (25) октября 1903 год в Вятке (ныне Киров). В 1927 году окончил киношколу. В 1928—1931 годах учился в МВТУ. Работал актёром, снялся в фильмах «Конница скачет» (1929), «Измена» (1933), позже ассистентом режиссёра, редактором. Участник Великой Отечественной войны. Печатается с 1927 года, но первая повесть вышла в 1942 году. С июня 1941 года красноармеец, с 1942 года специальный корреспондент газеты «Красный сокол» 18-й воздушной армии. Член СП СССР с 1943 года.
После войны работал проректором Литературного института имени А. М. Горького (до 1975 года).
В своих произведениях обращается к теме послевоенного села, колхозного труда, советской молодёжи.
Умер в 1984 году.

## Награды и премии
- Сталинская премия третьей степени (1949) — за повесть «Заря» (1948)[1]
- орден Красной Звезды (06.11.1944)
- орден «Знак Почёта»
- медаль «За оборону Москвы»
- медаль «За победу над Германией в Великой Отечественной войне 1941-1945 гг.»
- Заслуженный работник культуры РСФСР (14.11.1974)[2]

## Творчество
- - Пьесы

Книга Ю. Лаптева «Заря» (1948)

- «Волчья кровь» (1935; с В. Любимовым)
- «Полк Д. Д.» (1942; с М. В. Водопьяновым)
- «Вынужденная посадка» (1943; с М. В. Водопьяновым)
  - Рассказы
- «Народный суд»
- «Волки и овцы»
- «В деревне Нижние Рябинки»
- «Серьёзный разговор»
- «Старики»
  - Повести
- «Сибирские стрелки» («Настя-сибирячка») (1942)
- «Балаши»
- «Заря» (1948)
- «У горы Непокорной» (1960)
  - роман «Путь открыт» (1952)
  - Сценарии фильмов
- «Зелёный шум» (1928)
- «Разгром» (1931)
- «Путь корабля» (1935)

## Экранизации
В 1955 году был снят фильм «Зелёные огни» по роману Ю. Лаптева «Путь открыт», однако, без согласия автора и без указания его в титрах.